# おかしなさばくのスナとマヌ
『おかしなさばくのスナとマヌ』は、たかむらすずなによる日本の漫画。2019年よりSNS上で発表後、2020年12月22日より『LINEマンガ』にて70話を連載。2022年5月17日から休載中。

## 登場キャラクター
スナ
声 - 葉山翔太
「しゅがねこ」と呼ばれる、砂糖の砂漠に住んでいる猫。
おもてなしが趣味としており、「大は小をかねる」を好きな言葉にしている。
マヌ
声 - 岩崎諒太
山猫。ふしぎ調査を趣味としている。
座右の銘として「五十歩百歩」を挙げている。

## テレビアニメ
2021年2月14日から2022年2月13日まで、テレビ愛知ほかにて放送された。全50話。

### スタッフ
- 原作・キャラクターデザイン - たかむらすずな[2]
- アニメーション制作 - 勝鬨スタジオ[2]
- アニメーション監督 - 永谷優治[2]
- 音響制作 - チャンスイン[2]
- 音響監督 - サイトウユウ[2]
- 製作 - スナとマヌ製作委員会[2]

### 主題歌
「ブラックコーヒー」（第1話 〜 第13話）作詞：神野友亜、作曲：大野愛果、編曲：鶴澤夢人・長戸大幸

「イチゴジャム」（第14話 〜 第26話）作詞：神野友亜、作曲：大野愛果、編曲：鶴澤夢人・長戸大幸
「擦り傷だらけの純情」（第27話 ～ 第39話）作詞：神野友亜、作曲：小澤正澄、編曲：鶴澤夢人・長戸大幸
「恋が待ち伏せしてた午後」（第40話 〜 第50話）作詞：神野友亜、作曲：藤中友哉、編曲：鶴澤夢人・長戸大幸

歌はいずれもSARD UNDERGROUND。

### 各話リスト
| 話数   | サブタイトル           | 初放送日       |
| ------ | ---------------------- | -------------- |
| 第1話  | さばくねこのスナ       | 2021年 2月14日 |
| 第2話  | やまねこマヌ その1     | 2月21日        |
| 第3話  | マヌの家               | 2月28日        |
| 第4話  | ビスケット             | 3月7日         |
| 第5話  | たいやき               | 3月14日        |
| 第6話  | ひょうじょう           | 3月21日        |
| 第7話  | さじ加減               | 3月28日        |
| 第8話  | やまねこマヌ その2     | 4月4日         |
| 第9話  | ねむけ                 | 4月11日        |
| 第10話 | ババ抜き               | 4月18日        |
| 第11話 | おもてなし             | 4月25日        |
| 第12話 | 流れ星                 | 5月2日         |
| 第13話 | 猫力                   | 5月9日         |
| 第14話 | ばんそうこう           | 5月16日        |
| 第15話 | 命名「コアメ」         | 5月23日        |
| 第16話 | さばく配達員ビスチャカ | 5月30日        |
| 第17話 | ヘアスタイル           | 6月6日         |
| 第18話 | なくしもの             | 6月13日        |
| 第19話 | 豪快な料理             | 6月20日        |
| 第20話 | ほすうけい             | 6月27日        |
| 第21話 | ベッド                 | 7月4日         |
| 第22話 | 洞窟の妖精リンさん     | 7月11日        |
| 第23話 | トランプ               | 7月18日        |
| 第24話 | いつもとちがう         | 7月25日        |
| 第25話 | おみやげ               | 8月1日         |
| 第26話 | からあげ               | 8月8日         |
| 第27話 | 小さじのタネ           | 8月15日        |
| 第28話 | てんぷらアイス         | 8月22日        |
| 第29話 | サプライズ             | 8月29日        |
| 第30話 | ホットケーキ           | 9月5日         |
| 第31話 | 手紙                   | 9月12日        |
| 第32話 | スナの畑               | 9月19日        |
| 第33話 | かたづけ               | 9月26日        |
| 第34話 | ドリンクスタンド       | 10月3日        |
| 第35話 | ブランコ               | 10月10日       |
| 第36話 | 洞窟ケーキ             | 10月17日       |
| 第37話 | 足りないもの           | 10月24日       |
| 第38話 | コロッケ方式           | 10月31日       |
| 第39話 | 楽しい掃除             | 11月7日        |
| 第40話 | 後悔と反省             | 11月14日       |
| 第41話 | お月見                 | 11月21日       |
| 第42話 | さばくねこの本能       | 11月28日       |
| 第43話 | カラカールさん         | 12月5日        |
| 第44話 | 待ち合わせ             | 12月12日       |
| 第45話 | 100%ビュッフェ         | 12月19日       |
| 第46話 | こんぺいとうまき       | 12月26日       |
| 第47話 | おみやげ その2         | 2022年 1月9日  |
| 第48話 | 洗濯物                 | 1月19日        |
| 第49話 | バウムケーキ           | 1月26日        |
| 第50話 | ひとりよりふたり       | 2月2日         |

### 放送局
| 放送期間                      | 放送時間                     | 放送局     | 対象地域   | 備考              |
| ----------------------------- | ---------------------------- | ---------- | ---------- | ----------------- |
| 2021年2月14日 - 2022年2月13日 | 日曜 2:50 - 2:55（土曜深夜） | テレビ愛知 | 愛知県     | 『キャラ@声部』枠 |
| 2021年2月17日 - 2022年2月2日  | 水曜 2:59 - 3:28（火曜深夜） | 関西テレビ | 近畿広域圏 | 『音いたち』枠    |

インターネットではYouTubeの日本アニメーション公式チャンネル「日本アニメーション・シアター」内にて、全50話が配信されている。